# Porlieria
Genre
Porlieria est un genre de plantes à fleurs de la famille des Zygophyllaceae. Toutes les espèces de ce genre sont des arbustes d'Amérique du Sud.

## Liste d'espèces
- Porlieria chilensis I.M. Johnst.
- Porlieria microphylla (Baill.) Descole et al.